# استیو هالیول
استیو هالیول (انگلیسی: Steve Halliwell; ۱۹ مارس ۱۹۴۶ – ۱۵ دسامبر ۲۰۲۳) بازیگر اهل بریتانیا بود. وی بیشتر به خاطر نقش زک دینگل در سریال آبکی مزرعه امردیل شناخته می‌شد، او بین سال‌های ۱۹۷۷ تا ۲۰۲۳ میلادی فعالیت داشت.

## مرگ
هالیول در ۱۵ دسامبر ۲۰۲۳ در سن ۷۷ سالگی درگذشت. بیانیه‌ای از خانواده او تأیید کرد که او «در صلح و آرامش با عزیزانش در اطرافش درگذشته است». چند تن از همبازی‌های او در امردیل به او ادای احترام کردند، از جمله خواهرزاده شخصیت او، لیزا رایلی، که از او به خاطر «سال‌ها خنده» تشکر کرد و خاطرنشان کرد که «بازیگران او را می‌پرستند، دوست دارند و به او احترام می‌گذارند».